# Charles Pellat
 (février 2011).
Si vous disposez d'ouvrages ou d'articles de référence ou si vous connaissez des sites web de qualité traitant du thème abordé ici, merci de compléter l'article en donnant les références utiles à sa vérifiabilité et en les liant à la section « Notes et références ».
Pour les articles homonymes, voir Pellat.
Charles Pellat (1914-1992) est un islamologue français.

## Biographie
Né en Algérie en 1914, il s’installe avec sa famille au Maroc en 1924. Il commence par étudier les langues berbères mais, devant l’absence de débouchés à ces études, il s’oriente vers l’arabe.
Lauréat de l'agrégation d'arabe en 1946, Charles Pellat enseigne d'abord au lycée Louis-le-Grand en 1947, puis à l’École nationale des langues orientales vivantes de 1951 à 1956, et enfin à la Sorbonne de 1956 jusqu’à sa retraite en 1978 comme directeur du département d’islamologie.
Il est membre de l’Institut et participe au comité de rédaction de plusieurs revues internationales d’islamologie.
Il est notamment l’auteur d'une thèse intitulée Le Milieu bas̩rien et la formation d’al-Ǧah̩iz̩ et de L'arabe vivant. Mots arabes groupés d'après le sens et vocabulaire fondamental de l'arabe moderne, Librairie d'Amérique et d'Orient Adrien Maisonneuve, Paris, 1984, tout écrit à main sauf la préface de l'auteur et la table des matières, sur environ 680 pages  (ISBN 2-7200-0928-8)..
À partir de 1956, il succède à Évariste Lévi-Provençal en participant activement à la rédaction et à l’édition des 7 premiers volumes de la seconde édition de l’Encyclopædia of Islam dont il fut l'un des tout premiers éditeurs avec Hamilton A. R. Gibb et Bernard Lewis entre autres.
Ses mémoires ont été publiés en 2007 par la librairie Abencérage sous le titre d’Une Vie d’arabisant.
Marié à Andrée Chabalier, il est père d une fille, Yvette Pellat, mariée à Goulven Guilcher, professeur des universités, et grand-père d’Emmanuelle Guilcher et de Ludovic Guilcher.

## Ouvrages
- (ed.) Description de l'Occident musulman au IVe – Xe siècle par Al-Muqaddasi
- (traduit de l'italien) La Littérature arabe des origines à l'époque de la dynastie umayyade: leçons professées en arabe par Carlo-Alfonso Nallino. Paris: Maisonneuve, 1950.
- (traduit de l'arabe) Le livre des avares par al-Jāḥiẓ. Paris: Maisonneuve, 1951.
- L'arabe vivant. Mots arabes groupes d'apres le sens et vocabulaire fondamental de l'arabe moderne, Paris, 1952.
- Langue et littérature arabes, Paris: Colin, 1952.
- Le milieu baṣrien et la formation de Ǧāḫiẓ, Paris: Adrien-Maisonneuve, 1953,
- (traduit de l'arabe) Le livre de la couronne: Kitāb at-tāǧ (fī ạḫlāq al-mulūk) par al-Jāḥiẓ. Paris: Société d'édition "Les belles lettres", 1954.
- (ed.) Le Kitāb at-tarbīʿ wa-t-tadwīr de Ğāḥiẓ par al-Jāḥiẓ. Damascus: Institut franc̜ais de Damas, 1955.
- Textes berbères dans le parler des Ait Seghrouchen de la Moulouya, Paris: Larose, 1955.
- Livre des mulets par al-Jāḥiẓ. Cairo: Muṣṭafā al-Bābī al-Ḥalabī, 1955.
- Introduction à l'arabe moderne, Paris: Librairie D'Amerique et D'Orient, Adrien-Maisonneuve, 1961.
- (ed.) le Calendrier de Cordoue par Abu-'l-Ḥasan ʿArīb Ibn-Saʿd al-Kātib al-Qurṭubī. New edition of the first impression, 1873. Leiden: Brill, 1961.
- (ed. with Claude Cahen) Études arabes et islamiques : actes du XXIXe Congrès international des orientalistes , Paris: L'Asiathèque, 1975   .
- Etudes sur l'histoire socio-culturelle de l'Islam, VIIe-XVe s., London: Variorum reprints, 1976.
- (tr.) Conseilleur du calife par Ibn al-Muqaffa. Paris: G.-P. Maisonneuve et Larose, 1976.
- Textes arabes relatifs à la dactylonomie, Paris: Maisonneuve & Larose, 1977.
- (ed.) Cinq calendries égyptiens, Cairo: Inst. français d'archéologie orientale, 1986.
- [Anon.], 'Liwât', in The Encyclopaedia of Islam. Republished annotated par Arno Schmitt, in A. Schmitt & Jehoaeda Sofer, eds., Sexuality; Eroticism Among Males in Muslim Societies, 1995.
- Cheherazade personnage littéraire en collaboration avec Hiam Aboul-Hussein. Alger SNED 1981.
- The Life and Works of Jahiz, Translated par D. M. Hawke, University of California Press Berkeley and Los Angeles 1969.
- Charles Pellat Une vie d'arabisant ( Editions le la librairie Abencerage A. Ghozzi. Paris 2007
- Charles Pellat, The Life and Works of Jahiz. Translated by D. M. Hawke University of California Press 1969